# MW 50

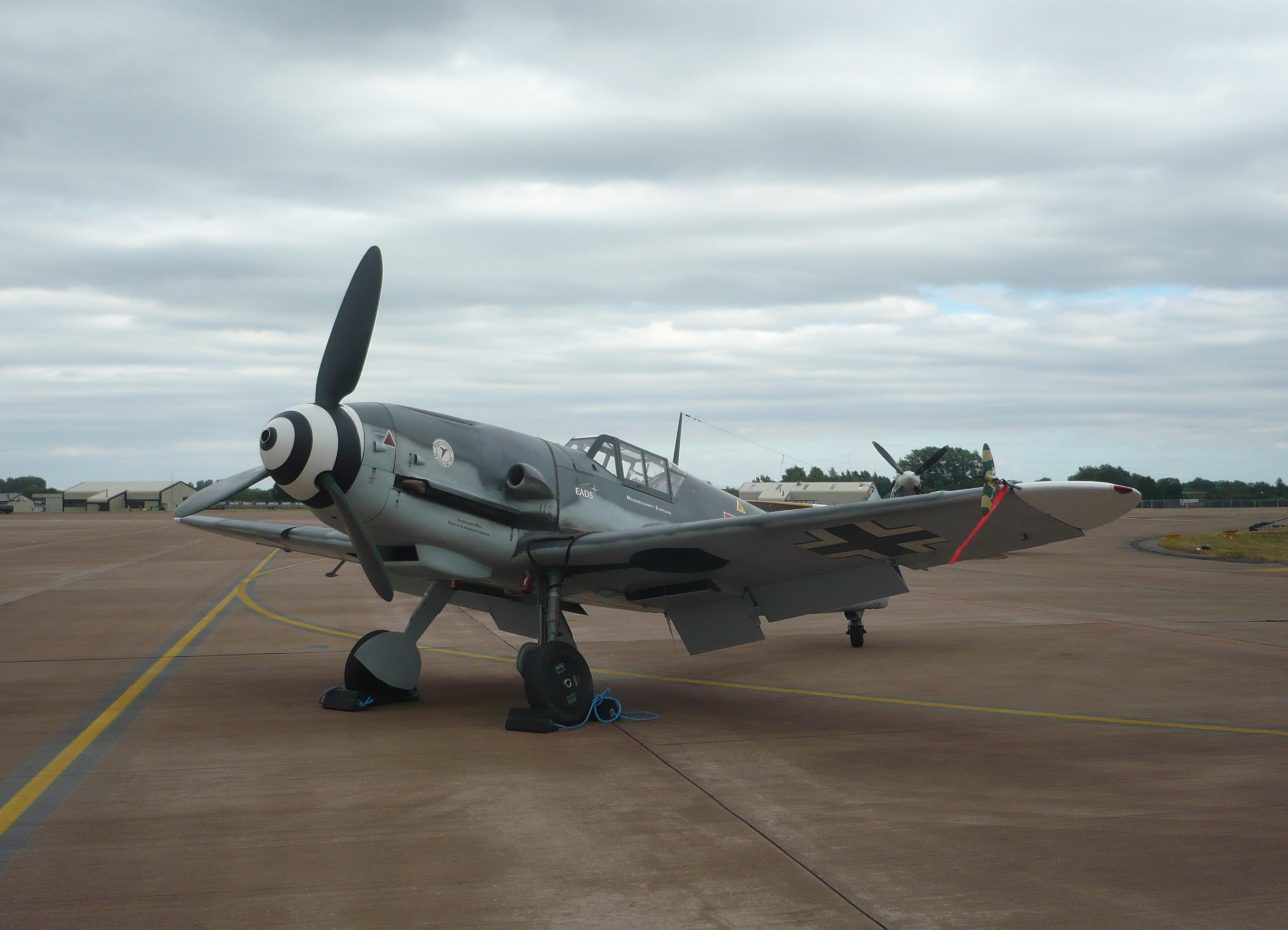
Le Messerschmitt Bf 109 a utilisé le MW 50 à partir de sa version G (ici un Bf 109G-4).

Le MW 50, de l'allemand : « Methanol-Wasser 50 » (« Méthanol-Eau 50 », en français), était un mélange à 50 % d'eau et de méthanol qui était souvent pulvérisé à l'intérieur des compresseurs des moteurs des avions de la Seconde Guerre mondiale. Conçu par les ingénieurs allemands, ce mélange était utilisé principalement pour son effet anti-détonant, autorisant des pressions de suralimentation plus élevées. Il avait cependant aussi la propriété secondaire de refroidir le moteur et la charge de mélange air/carburant entrant dans les cylindres.
La pression de suralimentation plus élevée n'était efficace qu'aux altitudes en dessous de celle où l'avion devait être en régime « plein gaz » (donc pleine puissance), auxquelles le compresseur pouvait toujours fournir de la pression additionnelle qui était sinon perdue, alors que les effets secondaires (refroidissement) étaient, eux, bénéfiques à toutes les altitudes.

## Composition
Le terme MW 50 est en fait un peu erroné, car il était dans la réalité un mélange de trois fluides : 50 % de méthanol, agissant principalement pour obtenir un effet anti-détonant optimal, mais aussi secondairement comme antigel, 49,5 % d'eau, assurant un refroidissement amélioré, et 0,5 % de « Schutzöl 39 », un additif anticorrosion à base d'huile. Le mélange MW 30, qui était similaire, ne différait que par l'augmentation de la proportion d'eau, qui passait à 69,5 % et ramenait celle de méthanol à seulement 30 %. Ce dernier mélange améliorait encore le refroidissement du moteur, mais était plus enclin à geler, ce qui le réservait à un emploi pour les missions aux basses altitudes, où l'air extérieur reste dans des plages de températures acceptables.
Des mélanges EW 30 et EW 50 ont existé également, dans lesquels le méthanol avait été remplacé par de l'Éthanol. En cas d'urgence, de l'eau pure pouvait aussi être utilisée.

## Effets
Les effets de l'injection du MW 50 pouvaient être stupéfiants. Le simple fait d'activer le système permettait au moteur d'aspirer plus d'air, en raison du refroidissement de l'air d'admission, qui avait pour conséquence de le rendre plus dense. Un air plus dense signifiait la possibilité de rentrer plus d'air dans un même volume, ce qui permettait de rajouter du carburant en proportion et rendait le moteur plus puissant. Cet effet permettait par exemple aux moteurs BMW 801 (Focke-Wulf Fw 190) et DB 605 (Messerschmitt Bf 109, Bf 110...) de gagner 100 chevaux.
Toutefois, le MW 50 permettait aussi au compresseur d'être utilisé à des niveaux de pression bien plus élevés qu'en temps normal, pour une augmentation de puissance combinée de 500 chevaux. Au niveau de la mer, cela permettait à un moteur de 1 600 ch de fonctionner à plus de 2 000 ch. Le MW 50 était totalement efficace jusqu'à une altitude d'environ 6 000 mètres, au-delà de laquelle il n'ajoutait plus que 4 % de puissance supplémentaire, grâce au refroidissement de l'air d'admission.

## Limites d'utilisation
Le surcroît de puissance pouvait être employé au maximum pendant dix minutes consécutives, un peu à la manière du système WEP des Américains sur leurs appareils, avec au-moins cinq minutes d'intervalle entre deux utilisations, afin de laisser refroidir le moteur. Les avions embarquaient généralement assez de mélange pour environ deux activations de dix minutes chacune, leur permettant d'augmenter leur vitesse ascensionnelle et leur vitesse maximale en palier pour les missions d'interception.

## Applications
Les installations pour le MW 50 apparurent sur le BMW 801D en 1942, mais le système ne fut jamais installé sur les moteurs de série car il causait l'apparition de microfissures sur les têtes de cylindres quand il était utilisé. Plus tard, les versions à moteur DB 605 du Messerschmitt Bf 109 (à partir des séries Gustav, ou Bf 109G) furent par contre équipées de ce système, à partir de 1944. Les moteurs suivants reçurent également tous ce système, notamment le Junkers Jumo 213, qui s'en servait pour réduire les performances sans suralimentation et modifiait le fonctionnement du compresseur pour les altitudes importantes.

## Autres systèmes
Le MW 50 n'était pas le seul système de refroidissement de l'admission utilisé par les Allemands. Certains moteurs dédiés à la haute altitude étaient à la place dotés d'un échangeur de chaleur, car ils nécessitaient un refroidissement sur de longues durées d'utilisation. Le 801D disposait également de la possibilité de pulvériser de l'essence dans le compresseur (l'« Erhöhte Notleistung », « système d'augmentation de performances d'urgence », en français) à la place du MW 50. Même si cette technique n'était pas aussi efficace, elle permettait quand-même d'augmenter la puissance, tout-en s'affranchissant de la complexité des réservoirs et canalisations additionnelles.
De plus, plusieurs moteurs de la fin de la guerre disposaient aussi d'un système pour l'augmentation de la puissance à haute altitude, le GM-1, qui avait pour but d'augmenter la proportion d'oxygène dans le mélange air/carburant par l'injection de protoxyde d'azote dans le compresseur, plutôt qu'en employant des pressions plus élevées. Le moteur V12 inversé Jumo 213E qui équipait le chasseur à haute altitude Focke-Wulf Ta 152H pouvait faire des « pointes » de vitesse bien supérieures à 560 km/h à basse altitude, grâce à un emploi combiné des deux systèmes, MW 50 et GM-1. Kurt Tank affirma avoir effectué l'expérience une fois, utilisant les deux systèmes alors qu'il était aux commandes d'un Ta 152H prototype à moteur Jumo 213E, afin d'échapper à un groupe de P-51D en avril 1945.